# SD戦国伝 風林火山編
SD戦国伝 風林火山編（エスディーせんごくでん ふうりんかざんへん）は、武者ガンダムシリーズの第2作である。

## 概要
プラモデルBB戦士の組立説明書に掲載されている漫画『コミックワールド』と、『コミックボンボン』誌および『デラックスボンボン』誌(No.1。1990年6月創刊号～1991年3月号)上で掲載された『SD武者ガンダム風雲録』で展開された。
前作の15年後を描いた続編で、前作のキャラクターも出世した姿で登場している。

## あらすじ
頑駄無軍団と闇軍団の戦いは総大将の相討ちという形で決着し、闇皇帝に操られていた殺駆頭が正気を取り戻すと共に、頑駄無国と時穏＜ジオン＞の国の間に和平が結ばれた。
しかしその際に二代目頑駄無大将軍の力の源である頑駄無結晶は光の玉となって各地に飛び散っており、その結果三代目大将軍となったかつての武者頑駄無は真の力を発揮できない状況にあった。
大戦後、大将軍の力を取り戻すために飛び散った光の玉の捜索を行う農丸は光の玉の一つを宿す赤ん坊を発見、その子を荒五郎＜あれごろう＞と名付けて養子として迎える。
それから15年の時が流れ、荒五郎は立派な若者に成長し、荒烈駆主＜アレックス＞と名乗っていた。
だがある日、平和は突然破られる。時穏の国が再び闇軍団として挙兵し、再び頑駄無国に侵攻してきたのである。
闇軍団への対応に追われる頑駄無軍団。そんな中、荒烈駆主は大将軍から残る四つの光の玉を宿す者達を探し出す命を受け、単身旅立つこととなる…

## 登場人物
括弧内はモチーフとなった兵器・キャラクター。ただし、モチーフについて公式には発表されていないので諸説ある。

### 頑駄無軍団

#### 新生武者五人衆
武者荒烈駆主＜ムシャアレックス＞ （ガンダムNT-1）
光の玉“アス”に選ばれた武者。「アス」とは「魔を断ち切る者」の意を持ち、その由来は「地球（アース）」から。
幼名「荒五郎」。赤子の頃、二代目大将軍と闇皇帝の相撃ちによる爆発の際に飛び散った光の玉と共に農丸に発見され、そのまま彼の養子となった。横井孝二版では実は初代将頑駄無の隠し子だったというギャグが描かれた。再び動き出した闇軍団と戦うため、父・隠密副将軍の命を受け三代目大将軍に力を与える光の玉を求めて旅に出る。
「武神着装」によってアスの玉が変化した武神の鎧を纏う。二代目将頑駄無から授かったバックパックでケンタウロス形態に変形し、かつての精太同様に通常の30倍のスピードとジャンプ力を発揮する。大目牙種子島＜オメガタネガシマ＞は駄舞留精太の作であり、大将軍の大目牙砲を参考に開発されたため大目牙の名を冠する。
闇軍団との決戦に際し、再度出現した闇皇帝に対して三代目大将軍の行使した「八紘の陣」に突入、見知らぬ地に飛ばされてしまうが……。
武器
烈風丸/薙刀/大目牙種子島
必殺技/銀河斬り
BB戦士 No.51「武者荒烈駆主」/烈風丸、薙刀、大目牙種子島を装備。鎧の着脱により軽装タイプになる。武神の鎧着脱。ケンタウロス形態再現。大目牙種子島から弾丸を発射。
元祖SD No.49「武者荒烈駆主」/烈風丸、薙刀、大目牙種子島2丁を装備。武神の鎧着脱。ケンタウロス形態再現。元祖SDオリジナルの龍頭状のパーツを大目牙種子島や腕のガトリング部に装着可能。
武者風雷主＜ムシャプラス＞（Ζプラス）
光の玉“マキ”に選ばれた武者。「マキ」とは「翼を持つ者」の意を持ち、その由来は「水星（マーキュリー）」から。
元は猟師の息子で団体行動を嫌い孤高を好む。疾風の仁宇の弟子。最初は荒烈駆主の誘いを断っていたが、師匠である仁宇の命令で頑駄無軍団に加入する。
感情の高まりに応じて額にスネークトップ（A2型のハイメガキャノン）が出現。マキの玉が変化した支援メカ・風雷王（デザインがG-ディフェンサーに似ている）と合体することで、波走機＜ウェイブライダー＞となる。
武器
疾風丸/槍/長身砲＜スマートキャノン＞/スネークトップ
必殺技/乱れ撃ち
BB戦士 No.50「武者風雷主」/疾風丸、槍、長身砲、スネークトップを装備。鎧の着脱により軽装タイプになる。光の玉“マキ”を台座ごと兜の額に装備できる。風雷王と合体し波走機に変形。長身砲より弾丸を発射。主人公の荒烈駆主よりも早く発売された。
元祖SD No.60「武者風雷主」/疾風丸、槍、長身砲、スネークトップを装備。武装を分離し支援メカ嵐丸となる。風雷王及び波走機はオミット。
疾風の風雷主
仁宇から空中殺法の極意を学び、風の鎧を受け継いだ姿。光の玉“マキ”を額に、スネークトップを左肩に装着している。
武者江須＜ムシャエス＞（Sガンダム / 龍輪の鎧装着時EX-Sガンダム）
光の玉“マー”に選ばれた武者。「マー」とは「勇猛なる者」の意を持ち、その由来は「火星（マーズ）」から。
四天王の鎧を奉る、四天神社の宮司の息子で火炎の駄舞留精太の弟子。幼い頃から不思議な神通力を持っている。飛来したマーの玉をお守りとしてずっと持っていた。
「雷神着装」によってマーの玉が変化した「龍輪の鎧」を装備する。また龍輪の鎧は、鬼破砲・爆動機と合体して雷神号（意匠：Gクルーザー）となる。
武器
雷神剣/ナギナタソード/鬼破砲＜キバホウ＞
必殺技/稲妻返し
BB戦士 No.52「武者江須」/雷神剣、ナギナタソード、鬼破砲を装備。鎧の着脱により軽装タイプになる。龍輪の鎧着脱。パーツを組み替えた雷神号に搭乗可能。鬼破砲より弾丸を発射。
元祖SD No.58「武者江須」/雷神剣、ナギナタソード、鬼破砲を装備。龍輪の鎧着脱。パーツ組換えにより雷神号及び元祖オリジナルの光雷砲となる。
火炎の江須
駄舞留精太から炎の鎧を受け継いだ姿。本体は赤基調に変化し、光の玉“マー”を額に装着している。
武者百士鬼改＜ムシャヒャクシキカイ＞（百式改）
光の玉“ビー”に選ばれた武者。「ビー」とは「平和をもたらす者」の意を持ち、その由来は「金星（ビーナス）」から。
百士貴と玖辺麗の子。父の剣技、母の忍術を受け継いでいる。修行中に密林の摩亜屈から二刀流を学んだ。心優しい性格で、山火事から動物達を守ろうとしたときにビーの玉を宿す。
ビーの玉が変化した天翔翼は、本人が装備する他、父から授かった破守駄砲（バスターキャノン）と合体して対頭破砲（ツインバスター）となる。
武器
百鬼ソード/破守駄砲
必殺技/乱れ爆撃
BB戦士 No.53「百士鬼改」/百鬼ソード、破守駄砲を装備。鎧の着脱により軽装タイプになる。天翔翼着脱。パーツを組み替えた対頭破砲に搭乗可能。破守駄砲より弾丸を発射。
元祖SD No.59「百士鬼改」/百鬼ソード、破守駄砲を装備。天翔翼着脱。パーツを組み替えた対頭破砲に搭乗可能。BB戦士よりも金メッキ箇所が多い。
密林の百士鬼改
摩亜屈から林の鎧を受け継いだ姿。本体は緑基調に変化し、光の玉“ビー”を右肩に装着している。
武者砕虎摩亜屈＜ムシャサイコマークツー＞（サイコガンダムMk-II）
光の玉“ジュ”に選ばれた武者。「ジュ」とは「巨大なる者」の意を持ち、その由来は「木星（ジュピター）」から。
巨山の斎胡の弟であり、山賊時代、仁宇に敗れた兄に失望して闇軍団へと走った。二代目大将軍と闇皇帝の相撃ちの際に光の玉を授かり目が覚めかけたが、同時に暗黒のかけらに取り付かれ闇軍団に残留していた。その後天地城攻略作戦の最中、兄である斎胡との戦いで自分を取り戻し、元の姿に戻り頑駄無軍団に加入する。後に元・巨忍軍の猛者たちを束ねる忍者になり己の正義を貫いた。
武器
乱散破天鎚矛＜ランチャーメイス＞
必殺技/百殴り
BB戦士 No.64「武者砕虎摩亜屈」/乱散破天鎚矛を装備。三代目大将軍に持たせる「閃光剣」を携行。鎧の着脱により軽装タイプになる。暗黒のかけら着脱により武者砕虎魔亜屈となる。乱散破天鎚矛の先端を発射。
巨山の砕虎摩亜屈
斎胡から山の鎧を受け継いだ姿。

#### 風林火山四天王
疾風の仁宇＜ハヤテのニュー＞（νガンダム）
武者七人衆の一人、仁宇が龍王天の力を宿す風の鎧を纏った姿。本体は青基調に変化。
風雷主を弟子に従える。
BB戦士 No.58「疾風の仁宇」/No.27ムシャνガンダムに風の鎧を追加したもの。
密林の摩亜屈＜ミツリンのマークツー＞（ガンダムMk-II）
武者七人衆の一人、摩亜屈が隼王天の力を宿す林の鎧を纏った姿。本体は青基調。或いは緑基調に変化。
修行のため家を出された百士鬼改を預かる。
BB戦士 No.61「密林の摩亜屈」/No.24ムシャガンダムMk-IIに林の鎧を追加したもの。
火炎の駄舞留精太＜カエンのダブルゼータ＞（ΖΖガンダム）
武者七人衆の一人、駄舞留精太が火炎天の力を宿す炎の鎧を纏った姿。本体は濃紺基調に変化。或いは茶基調に変化。
江須を指南する。天地城や大鋼の設計も行った。
BB戦士 No.62「火炎の駄舞留精太」/No.26ムシャダブルゼータガンダムに火の鎧を追加したもの。
巨山の斎胡＜キョザンのサイコ＞（サイコガンダム）
武者七人衆の一人、斎胡が光山天の力を宿す山の鎧を纏った姿。本体は紫基調。或いは紺基調に変化。
頑駄無軍団に復帰した弟・砕虎摩亜屈を自分の後継者と見なしている。
BB戦士 No.63「巨山の斎胡」/No.36ムシャサイコガンダムに山の鎧を追加したもの。

#### 将軍・幹部
二代目大将軍
かつての頑駄無軍団の統領。15年前に闇皇帝との戦いで戦死したが、その魂は光の玉となって各地に飛び散っていた。
頑駄無明王
一族の守護神・不動明王の鎧を装着した二代目大将軍。戦死後、霊体となって現れる際にこの姿を取る。
“天と地との合戦”に現れ、武者に頑駄無結晶を授ける。
初代将頑駄無
かつての頑駄無軍団の筆頭。精太が二代目将頑駄無を継いで引退する。
御隠居頑駄無
将頑駄無が引退した姿。水戸黄門をモチーフとしている。
三代目大将軍（オリジナル）
武者七人衆の一人、武者頑駄無が出世した姿。農民の子として育てられたため、民の心をよく理解している。その優しい心は、配下の武者のみならず民達からも慕われている。
太陽の軍配＜タイヨウのグンパイ＞は翼のように展開し鳳凰剣＜ホウオウケン＞に変形。「新星鳳凰＜ネオフェニックス＞」と合体しフル装備状態そして「超鳳凰＜ハイパーフェニックス＞」となる。
二代目大将軍と闇皇帝との相撃ちによって頑駄無結晶＜ガンダムクリスタル＞が五つの光の玉として砕けてしまったため、大将軍の持つ光の玉“サン”は輝きを失い、真の力を発揮できない。光の玉を宿す新生武者五人衆の集結によって覚醒し、闇皇帝をその根源から断つべく、荒烈駆主を過去の時代へと送る。
武器
閃光剣/太陽の軍配/鳳凰剣/巨大目牙砲＜グレートメガキャノン＞
必殺技／急降下攻撃＜ヘルダイブ＞　急降下しながら巨大目牙砲を叩き込む。
BB戦士 No.67「三代目頑駄無大将軍」/太陽の軍配、鳳凰剣、巨大目牙砲を装備。鎧の着脱により軽装タイプになる。新生鳳凰と合体しフル装備状態となり、更に超鳳凰に変形。巨大目牙砲より弾丸を発射。閃光剣及びバトルマスクは別のキットに付属する。
元祖SD No.75「三代目頑駄無大将軍」/大型モデル。BB戦士と違って閃光剣が付属し、弾丸発射ギミックが無い。
信玄頑駄無
“天と地との合戦”において武者に武田信玄の魂が乗り移った姿。兜飾りや各部の装飾が変化している。武者の武具に加え、軍配を装備。
この戦いの中で頑駄無結晶を授けられ、実力を認められた武者は三代目頑駄無大将軍に出世する。
BB戦士 No.55「信玄頑駄無」/No.17ムシャガンダムに信玄用武具を追加したもの。
元祖SD「天と地とすぺしゃる」/No.17武者頑駄無に信玄用武具を追加したもの。No.18武者精太頑駄無 風雲騎馬スペシャルに謙信用武具を追加した謙信頑駄無とセット。
隠密副将軍＜オンミツフクショウグン＞
武者七人衆の一人、農丸が出世した姿。隠密将軍、頑駄無副将軍とも。
頑駄無結晶を失い、真の力を発揮できない兄・大将軍を補佐している。現在は自ら密偵活動をすることはないが、直属の隠密・頑駄無組を指揮し、情報収集を行っている。彼の銃・忍砕魔種子島＜シグマタネガシマ＞は駄舞留精太の作であり、荒烈駆主に与えた大目牙種子島の試作型である。
武器
月光剣/忍砕魔種子島/仕込刀
必殺技/月光斬り＜ゲッコウギり＞、影縫いの舞
BB戦士 No.66「頑駄無副将軍」/月光剣、忍砕魔種子島を装備。鎧の着脱により軽装タイプになる。柳生農兵衛に換装。荒五郎とチョバム乳母車付属。忍砕魔種子島から弾丸を発射。
元祖SD No.65「隠密将軍」/月光剣、忍砕魔種子島、仕込刀を装備。兜のシーサー頭部を発射。
柳生農兵衛
前大戦後に拾った赤子・荒五郎を育てる際、城下の長屋で暮らすために取った世を忍ぶ仮の姿。
二代目将頑駄無（フルアーマーΖガンダム）
武者七人衆の一人、精太が出世した姿。
頑駄無軍団軍師。実質的なナンバー2。愛馬「超緒羅四恩＜スーパーオラシオン＞」と合体して「麒麟児着装」となれば、そのスピードは音速すらも超える。薙雷威銃＜ナギライフル＞は銃と薙刀の機能を持つ武器。厳戒の弓・邪滅の矢は先祖伝来の武具であり、必殺・邪滅破を放つ。
武器
破邪顕正剣/薙雷威銃/厳戒の弓・邪滅の矢
必殺技/邪滅破
BB戦士 No.54「二代目将頑駄無」/破邪顕正剣、薙雷威銃、厳戒の弓・邪滅の矢を装備。鎧の着脱により軽装タイプになる。超緒羅四恩と合体し麒麟児着装となる。薙雷威銃から弾丸を発射。
謙信頑駄無
“天と地との合戦”において精太に上杉謙信の魂が乗り移った姿。兜飾りや各部の装飾が変化している。ケンタウロススペシャルは健在。
この戦いにより実力を認められた精太は二代目将頑駄無に推挙され出世する。
BB戦士 No.56「謙信頑駄無」/No.23ムシャΖガンダムに謙信用武具を追加したもの。
元祖SD「天と地とすぺしゃる」/No.18武者精太頑駄無 風雲騎馬スペシャルに謙信用武具を追加したもの。No.17武者頑駄無に信玄用武具を追加した信玄頑駄無とセット。

### 闇軍団
若殺駆頭＜ワカザクト＞
殺駆頭の息子。本来は心優しい若武者だったが、何者かから送られてきた「暗殺剣」を手にしたときから邪悪な性格に変わったという。頑駄無国への侵攻を画策し、それを咎めた父・殺駆頭を仮死状態に追いやって闇軍団を率いるようになる。
暗黒のかけらは胸部に装着されており、復活闇将軍の前立となる。
頑駄無軍団との決戦の最中、彼の中に闇皇帝の気配を察知した隠密副将軍の狙撃を受けて倒れ、呪縛を解かれて正気に戻る。闇の支配から光の力に目覚め、後に殺駆一族の忍者隊を束ねる忍者になり己の正義を貫いた。
コミック版「風雲録」では悪に支配されたまま天下統一編にも登場する。
武器
暗殺剣＜アンサツケン＞/魔神銃＜マシンガン＞
BB戦士 No.65「若殺駆頭」/暗殺剣、魔神銃を装備。魔神銃から弾丸を発射。武者忍剣舞風荒用のパーツが付属。
復活闇将軍
若殺駆頭と暗黒四天王が持つ5つの暗黒のかけらを装着し、甦った殺駆頭。闇皇帝が真の復活を遂げるための触媒でしかなく、殺駆頭の意識は失われ闇皇帝に再び操られてしまう。
BB戦士では、No.39の殺駆頭に暗黒のかけらを組み合わせることで再現可能。
殺駆頭
かつての闇軍団の首領。若殺駆頭によって仮死状態にされてしまった。
闇皇帝
前作で倒されたはずの闇軍団の黒幕。復活闇将軍の影から再び現れた。
古殺駆家老
今殺駆家老
新殺駆家老
若殺駆頭の家臣、殺駆三家老。『武者七人衆編』の殺駆三兄弟が出世した姿。
闇軍団の重鎮として若殺駆頭を諫めているが、彼には軽んじられており発言力は無きに等しい。

#### 暗黒四天王
武者漣飛威＜ムシャサザビー＞（サザビー）
堂我一族頭領。堂我一族、騎忍軍団を率いる。和睦時には荒烈駆主の剣術指南も務めるなど、頑駄無軍団とも良好な関係を築いていた。しかし殺駆頭が死亡（実際は若殺駆頭によって仮死状態にされた）し若殺駆頭が挙兵したと聞くや、持ち前の忠誠心から闇軍団へ参加した。
暗黒のかけらは両肩後部に装備されており、復活闇将軍の肩鎧となる。暗黒のかけらを介して若殺駆頭－闇皇帝に操られることがある。
武器
裂光剣/火龍の槍/砕破雷威銃＜サイバーライフル＞
BB戦士 No.57「武者漣飛威」/裂光剣、火龍の槍、砕破雷威銃を装備。砕破雷威銃から弾丸を発射。
武者璽悪＜ムシャジオ＞（ジ・O）
巨忍一族頭領。巨忍一族、飛忍軍団を率いる。秘密の古文書によって闇皇帝の正体を知り、まだ赤子だった荒烈駆主を狙った。表面上は若殺駆頭へ忠誠を誓っているが、その裏では以前と変わらず闇軍団掌握を目論む。
暗黒のかけらは背中に装着されており、復活闇将軍の胸の鎧となる。
その強い野心のためか「武神輝羅鋼編」では亡霊魔将として復活させられることになる。
武器
隠刀/地獄邪悪砲＜ヘルジャークホウ＞
BB戦士 No.60「武者璽悪」/隠刀、地獄邪悪砲を装備。地獄邪悪砲から弾丸を発射。左手はメッキ仕様の平手パーツとなっている。
武者忍剣舞風荒＜ムシャニンケンプファー＞（ケンプファー）
武者忍一族頭領。くの一衆、水忍軍団を率いる。若殺駆頭が幼い頃からの文武両道の師範。そのため、若殺駆頭に意見することが出来るほぼ唯一の人物。血の気が多い闇軍団にあって、冷静沈着に状況を捉え、自軍が有利になるように的確な判断を下す策士である。
暗黒のかけらは鬼爪＜オーガクロー＞が左腕、紅蓮盾＜グレンシールド＞は右腕に装備され、復活闇将軍の両腕の武器となる。
武器
撃砕剣/鬼爪/紅蓮盾
BB戦士では、No.40 ケンプファーにNo.65 若殺駆頭とセットのパーツを組み合わせることで再現可能。
武者砕虎魔亜屈＜ムシャサイコマークツー＞
闇軍団を抜けた玖辺麗に代わる悪沈一族頭領。暗黒のかけらは胸・肩に装着されており、復活闇将軍の背中・足の鎧となる。
光の玉覚醒に伴い闇軍団から離反。頑駄無軍団新生武者五人衆「武者砕虎摩亜屈」を参照のこと。

## 用語
新生武者五人衆
先の大戦での二代目大将軍と闇皇帝の対決の際に飛び散った光の玉に選ばれた五人。それぞれ武者七人衆と深い関係を持つ。
風林火山四天王
武者七人衆の仁宇・摩亜屈・駄舞留精太・斎胡が、天空四天王が用いたと言われる鎧を纏った姿。後に荒烈駆主を除く新生武者五人衆や『新SD戦国伝 超機動大将軍』の號斗丸を除く闘覇五人衆(闘覇四天王)などに受け継がれている。
暗黒四天王
先の大戦での二代目大将軍と闇皇帝の対決の際に飛び散った暗黒のかけらを装備した、若殺駆頭を除く四人。
天地城
先の戦いで崩壊した頑駄無城に代わる、頑駄無軍団の新拠点。建造は駄舞留精太の主導で進められ、城郭自体が走行可能な機動要塞として完成した。
闇軍団の侵攻に対し、三代目大将軍の命により発進、時隠の国へと進撃する。
元祖SD「新生頑駄無城・天地城」
天と地との合戦
天地城落成祝賀奉納のため武者と精太が各々軍勢を率いて行った模擬合戦。この戦いの中で一時的に別世界の戦国武将の魂が2人に乗り移り、武者は信玄頑駄無、精太は謙信頑駄無へと変身する。頑駄無明王は2人の力を認め、武者に頑駄無結晶を託し、精太は次期将頑駄無へと推挙される。

## ゲーム版
- SDガンダム SD戦国伝2 天下統一編 - （1992年1月18日、バンダイ、ゲームボーイ）

## 他シリーズとの関係
本シリーズ最後の「三代目頑駄無大将軍」のコミックワールドでも「次回を待て!」とあるように、このシリーズでは物語は完結せず、天下統一編で完結する。
また、プレイステーションゲーム「機動武者大戦」では四天王の鎧（正確には兜のみ）を受け継いだ新四天王が登場する。